# 武富勝彦
武富 勝彦（たけどみ かつひこ、1946年1月10日 - 2023年11月26日 ）は、日本の農家。佐賀県で循環型農法による古代米生産を行っており、2002年にはイタリアのスローフード協会より日本人初のスローフード大賞を受賞（日本人初）。

## 略歴
佐賀県杵島郡白石町に生まれる。佐賀県立白石高等学校を卒業後、西九州大学へ進学し大学院健康栄養学修士号を取得。その後名城大学へ進み植物組織培養学を学んだのち、千葉大学大学院にてアメニティ空間学を学ぶ。
高校の生物教師となる。佐賀県立高校の教諭を23年間務めた後、農業に転じる。佐賀県江北町にて、無農薬有機農法で古代米の黒米・赤米・緑米や野菜など作り、また農産物加工品の商品開発を行う。海を汚染する除草剤に反対するなど、環境保全活動も行う。
2002年、葦の堆肥を使った循環型農法による古代米作りにより、日本人で初めてスローフード大賞とアジア初の審査員特別賞を受賞。